# Stigmodera roei
Stigmodera roei es una especie de escarabajo del género Stigmodera, familia Buprestidae. Fue descrita científicamente por Saunders en 1868.
Se distribuye por Australia Occidental. Es oscuro y verdoso, con marcas naranjas. Suele ser encontrado en jardines, en los tallos de Agave.